# Ukrainischer Meister (Eishockey)
Der Ukrainische Meister im Eishockey wird in der Ukrainischen Eishockeyliga (bis 2009 Wyschtscha Liha (Вища ліга, Vyscha Liha)), der höchsten Eishockeyliga in der Ukraine ermittelt. Die Liga wurde nach dem Fall der Sowjetunion 1992 gegründet. Der Meister qualifiziert sich für die Teilnahme an der ersten Qualifikationsrunde der Champions Hockey League 2009/2010.
Bisheriger Rekordmeister ist der HK Sokol Kiew, der bislang 14 Meistertitel gewinnen konnte. Bis 2011 wurde der ukrainische Meistertitel in der ukrainischen Eishockeyliga ausgespielt. Zwischen 2011 und 2012 erhielt der Gewinner der Professionellen Hockey-Liga (PHL) den Meistertitel. Seit Auflösung der PHL wird der Meister wieder in der ukrainischen Eishockeyliga ausgespielt. Die Spielzeit 2019/20 wurde wegen der COVID-19-Pandemie nach der Hauptrunde abgebrochen und der HK Krementschuk als Sieger der Hauptrunde zum Meister erklärt. Die Saison 2021/22 wurde wegen des russischen Überfalls auf die Ukraine ohne die Vergabe eines Meistertitels abgebrochen.

## Titelträger
| Saison    | Club                       |
| --------- | -------------------------- |
| 2023/24   | HK Sokol Kiew              |
| 2022/23   | HK Sokol Kiew              |
| 2021/22   | Saison abgebrochen         |
| 2020/21   | HK Donbass Donezk          |
| 2019/20   | HK Krementschuk            |
| 2018/19   | HK Donbass Donezk          |
| 2017/18   | HK Donbass Donezk          |
| 2016/17   | HK Donbass Donezk          |
| 2015/16   | HK Donbass Donezk          |
| 2014/15   | HK ATEK Kiew               |
| 2013/14   | HK Kompanjon-Naftohas Kiew |
| 2012/13   | HK Donbass Donezk II       |
| 2011/12   | HK Donbass Donezk II       |
| 2010/11   | HK Donbass Donezk          |
| 2009/10   | HK Sokol Kiew              |
| 2008/09   | HK Sokol Kiew              |
| 2007/08   | HK Sokol Kiew              |
| 2006/07   | HK ATEK Kiew               |
| 2005/06   | HK Sokol Kiew              |
| 2004/05   | HK Sokol Kiew              |
| 2003/04   | HK Sokol Kiew              |
| 2002/03   | HK Sokol Kiew              |
| 2001/02   | HK Berkut Kiew             |
| 2000/01   | HK Berkut Kiew             |
| 1999/2000 | HK Berkut Kiew             |
| 1998/99   | HK Sokol Kiew              |
| 1997/98   | HK Sokol Kiew              |
| 1996/97   | HK Sokol Kiew              |
| 1995/96   | keine Meisterschaft        |
| 1994/95   | HK Sokol Kiew              |
| 1993/94   | SchWSM Kiew                |
| 1992/93   | HK Sokol Kiew              |